# 蒙苏
蒙苏（法語：Montsoult，法語發音：[mɔ̃su] ⓘ）是法国法兰西岛大区瓦兹河谷省的一个市镇，位于该省东北部，属于萨塞勒区。

## 地理
蒙苏（49°4'17"N, 2°18'38"E）面积3.84 平方千米，位于法国法蘭西島大區瓦兹河谷省，该省份为法国北部内陆省份，北起瓦兹省，西接厄尔省，南至塞纳-圣但尼省、上塞纳省和伊夫林省，东临塞纳-马恩省。
与蒙苏接壤的市镇（或旧市镇、城区）包括：马夫利耶、法兰西地区巴耶、阿坦维尔、绍夫里、内尔维尔拉福雷、维利耶亚当。

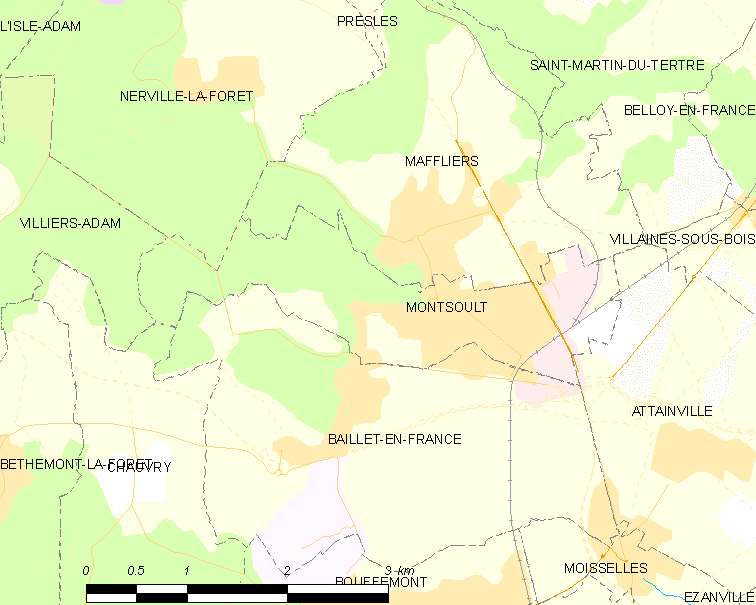
蒙苏的OSM定位图

蒙苏的时区为UTC+01:00、UTC+02:00（夏令时）。

## 行政
蒙苏的邮政编码为95560，INSEE市镇编码为95430。

## 政治
蒙苏所属的省级选区为多蒙县。

## 人口

1962-2008年间蒙苏人口变化图示

蒙苏于2022年1月1日时的人口数量为4095人。